# 第三次マイソール戦争
第三次マイソール戦争（だいさんじマイソールせんそう、英語：Third Anglo-Mysore War, カンナダ語：ಮೂರನೇ ಮೈಸೂರು ಯುದ್ಧ, タミル語：மூன்றாவது ஆங்கில மைசூர் போர்）は、1789年（あるいは1790年）から1792年にかけて、イギリス東インド会社とマイソール王国との間で南インドで行われた戦争。
この戦争はティプー・スルターンのケーララ地方侵略が直接の契機となって勃発し、イギリスはマラーター王国とニザーム王国と組んでマイソール王国と戦い、最終的にその首都シュリーランガパトナを包囲した。
講和後、マイソール王国はその領土の半分を同盟国に割譲し、多額の賠償金を支払わなければならなくなり、その国力は大きく削がれることとなった。

## 開戦に至る経緯

### マイソール王国と近隣諸国との関係
1784年3月、第二次マイソール戦争が終結したのち、デカン地方および南インドの情勢は不安定となった。1785年以降、マイソール王国はマラーター王国と交戦状態に入った。これには以下の理由があった。
第二次マイソール戦争中の1782年5月、マラーター王国の財務大臣ナーナー・ファドナヴィースはイギリスとサールバイ条約を結び、第一次マラーター戦争を終結させた。1780年、マイソール王国とマラーター王国は反英同盟を締結させていたため、これは盟約に違反するものであった。マイソール王国の支配者ティプー・スルターンはこの裏切りを恨み、マイソール王国とマラーター王国の対立は終わらなかった。
マラーター王国はマイソール王国に本国まで攻め入られ、これに苦しんだナーナー・ファドナヴィースは同くマイソール王国を警戒していたニザーム王国と同盟を組んで対抗した。その後、1787年2月にマイソール王国とマラーター王国との間で和睦が成立し、ガジェーンドラガド条約が締結された。
とはいえ、それ以降もマラーター王国はニザーム王国とともに、マイソール王国に対して警戒に当たり続けた。両国にとって、マイソール王国とティプー・スルターンの軍事的脅威による憂いを排除することはもはや最優先課題となっていたのである。

### イギリスの動向
すでに第一次マイソール戦争と第二次マイソール戦争において、マイソール王国から手痛いを打撃を被っていたイギリスも同様であった。イギリスもまた、南インドを植民地化するうえで最大の障害でとなっていたマイソール王国の排除を望んでいたのである。
1788年、イギリスはすでにニザーム割譲されていた北サルカールのグンドゥールを手に入れたが、ニザーム王国にその代償として2個大隊を与えた。この行動はマイソール王国領にイギリス軍を近づける結果となったが、ニザームのイギリスへの援助を保証するところとなった。

## 戦争の経過

### トラヴァンコール侵攻と開戦

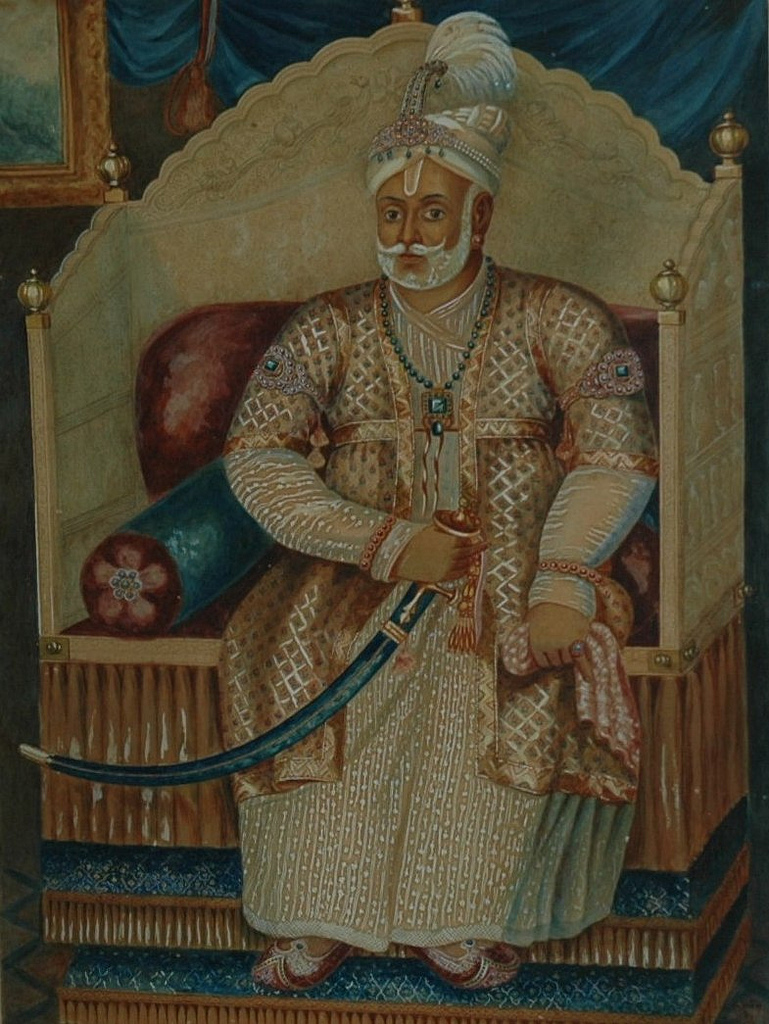
ダルマ・ラージャ

そうしたなか、1789年にマイソール王国領であるマラバール海岸一帯で反乱が起きた。ティプー・スルターンは軍を送りこれを鎮圧したが、殺害を免れた反乱者はケーララ地方、トラヴァンコール王国とコーチン王国へと逃げ込んだ。
1789年12月、ティプー・スルターンはコインバトールに軍勢を集め、マイソール軍がトラヴァンコール王国の領土に侵攻した。
かくして両国は交戦状態となり、トラヴァンコール王ダルマ・ラージャはイギリスの援助の下、マイソール軍を迎撃するため要塞による防衛線を張り、同月18日にネドゥムコーッタで戦闘を交えた（ネドゥムコーッタの戦い）。これが第三次マイソール戦争の始まりであるとする説がある。
第二次戦争の講和条約であるマンガロール条約では同国の不可侵が定められていたため、これはマイソール王国を脅威とするイギリスに対して宣戦の口実を与えてしまう。だが、ベンガル総督チャールズ・コーンウォリスの怒りはティプー・スルターンではなく、マドラス政庁の弱腰な態度に対して向けられていた。
1790年4月、ティプー・スルターンはトラヴァンコール王国に再び侵入してネドゥムコーッタの防衛線を再び攻撃し、同月末にこれを破ったが、トラヴァンコール側の反撃にあい大きな損害を被った。

### マイソール軍とイギリスの戦い

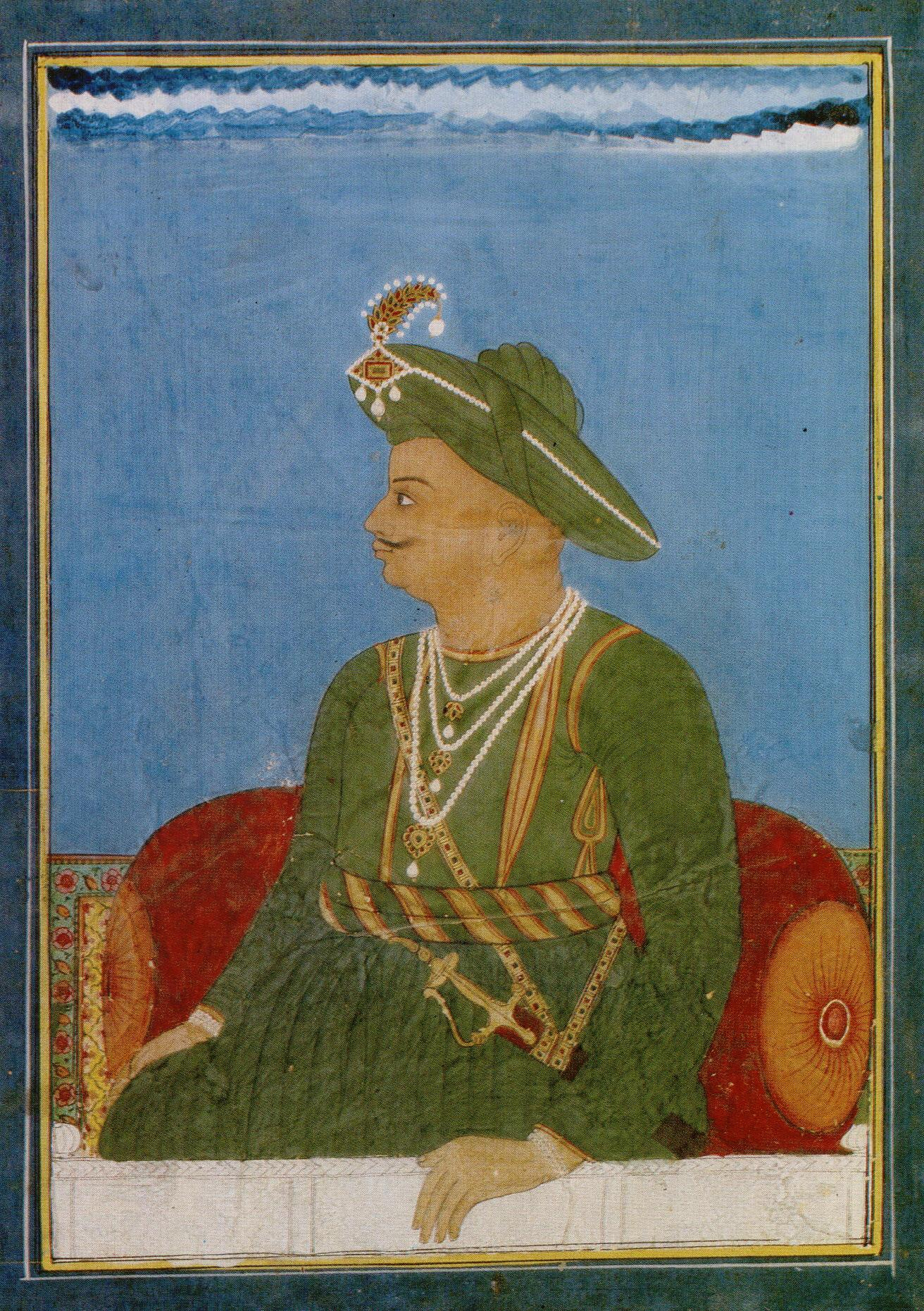
ティプー・スルターン

同年5月24日、イギリスはマイソール側のトラヴァンコール侵攻による条約違反を口実に宣戦し、マイソール領に侵攻した。
同月末、マドラス軍指揮官ウィリアム・メドウズがマイソール王国からはるか南方、ティルチラーパッリを出た。ベンガル管区からは一支隊が駆けつけ、これを援助する算段であった。
7月21日にメドウズがコインバートルへと入城した。ティプー・スルターンに派遣されたサイイド・サーヒブの騎兵4000がこれに相手したが、追い払われてしまった。イギリスによってコインバトールが占領されたのち、パールガート、ディンディグルなども落とされた。メドウズはコインバトール地方を占領したのち、軍を大支隊に分け、コインバトール、パールガート、サティヤマンガラムに置いた。
9月2日、ティプー・スルターンは4万の軍勢で首都シュリーランガパトナから出撃し、同月9日に峠を越え、13日にサティヤマンガラムを攻撃した（サティヤマンガラムの戦い）。その後、イギリス軍は夜陰に乗じて逃げ、コインバトールへと向かったが、マイソール側の騎兵1万5000がこれを追撃した。しかし、これは救援に駆け付けたメドウズの軍勢によって撃退された。
その後、ティプー・スルターンはイギリス軍の主力の動きを見ながら、マイソール軍にイギリス軍の連携や供給を断たせようとした。11月初頭、彼は小規模なベンガル管区軍を攻撃するため彼の大部分の軍勢を動かし、メドウズを欺いた。このベンガル管区軍9000はマクスウェル大佐によって率いられ、カーヴェーリパッティナムにまで達し、同地の補強にあたっていた。
11月14日、ティプー・スルターンはカーヴェーリパッティナムを攻撃したが（カーヴェーリパッティナムの戦い）、これを突破することが出来ず、南へと向かった。メドウズはベンガル管区軍から何の連絡もないことを心配し、マドラスが陥落するとイギリスの尊厳にかかわるため、同地を防衛するために大急ぎで引き返した。同月17日にはメドウズはマクスウェルに合流してこの軍勢に加わり、マイソール軍の追撃に向かった。
ティプー・スルターンはカルナータカ地方を縦断して南へと向かっていたが、イギリスの拠点でもあったティルチーパッリとそこから供給される物資に目をつけ、メドウズが到着する前にこの町を略奪して破壊した。彼は最終的にフランスの拠点であるポンディシェリーにたどり着き、イギリスに対抗するための支援を期待した。しかし、フランスはフランス革命の真っただ中であり、支援を得ることはできなかった。
一方、マイソール軍を追っていたメドウズの軍勢はマドラスへと向かい、同地に到着後、軍の指揮権をカルカッタからやって来たチャールズ・コーンウォリスに返上した。

### 三者連合軍の成立と攻撃

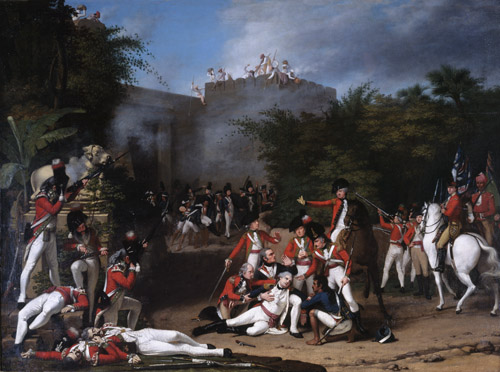
バンガロール包囲戦

また、イギリスは長期にわたる交渉を行った末、マラーター王国、ニザーム王国とのマイソール王国に対する共同戦線を引き合意に至り、同年6月1日にイギリス、マラーター王国、ニザーム王国の三者同盟が成立した。これにより、マラーター王国、ニザーム王国も攻め入ることとなった。
同年の夏の間、パラシュラーム・バーウに率いられたマラーター軍3万がマイソール王国の領土へと向かっていた。これにはボンベイのイギリス軍支隊も同伴していた。彼らはダールワールへと向かい、長期にわたる包囲の末、1791年4月にこの地の守備隊を降伏させ（ダールワール包囲戦）、5月初頭にトゥンガバドラー川を越えた。
また、同年1月、マラーター軍の第二軍でもあるハリ・パント率いる騎兵2万5000と歩兵5000の軍勢がプネーを出発し、マイソール王国へと侵入した。この軍勢はマドラスから送られたイギリス軍支隊によって支援されていた。
一方、マハーバト・ジャングに率いられた軍勢もまたマイソール王国領に侵入し、前年10月にその守備隊が籠城するコッパルを包囲し（コッパル包囲戦）、4月にこの地を落としてさらに進撃していた。
それより以前、1790年末にイギリス軍はマラバール地方にも進撃し、12月初頭にジェームズ・ハートレイ率いる軍勢がトラヴァンコール軍とともに、カリカットでマイソール軍を破った（カリカットの戦い）。

### シュリーランガパトナへの進撃と断念

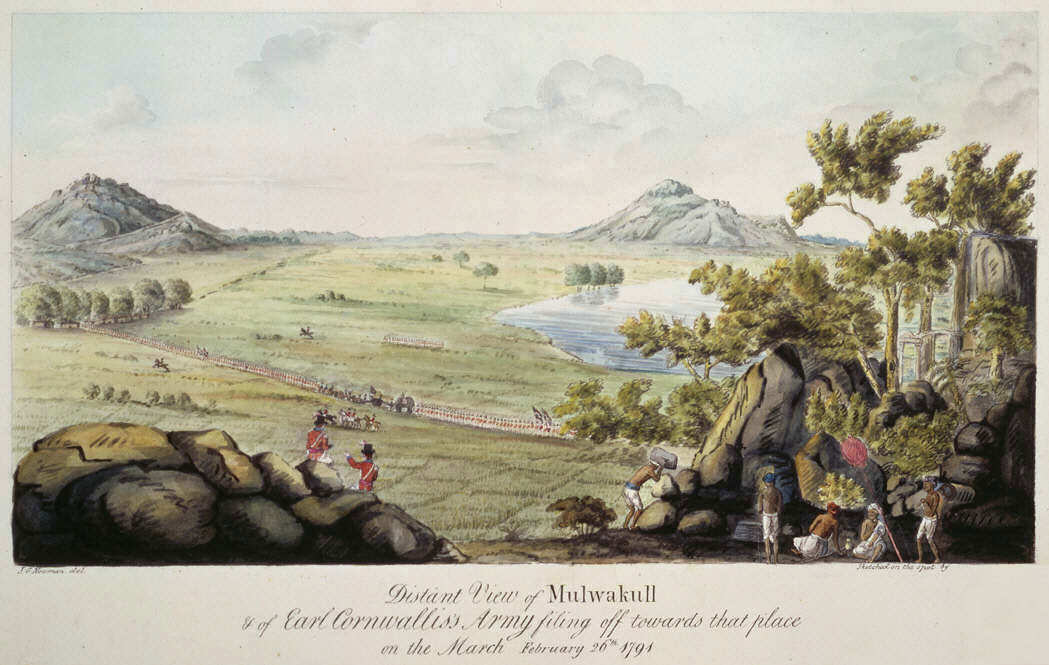
進撃するコーンウォリス軍

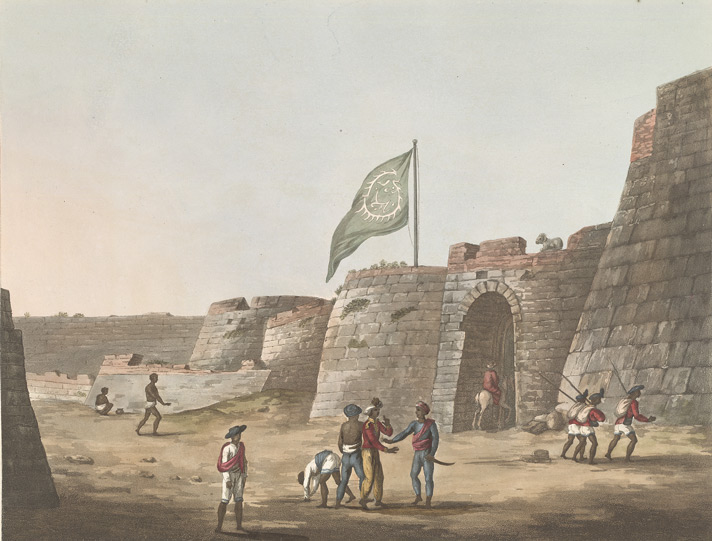
バンガロール城（マイソールの旗が掲げられている）

1791年1月29日、コーンウォリスはヴェールールにいたイギリスの主力軍と合流し、その1週間後に西へと向かい、西ガーツ山脈を越えた。これはティプー・スルターンにポンディシェリーを諦めさせ、バンガロールへと急がせた。
また、ティプー・スルターンはいくつかの峠に防衛線を張らせたが、コーンウォリスは見せかけの攻撃に数度あったのち、急に北に曲り、2月21日にムルゲー峠を縦断した。彼は実際にほとんど抵抗に遭わず、3月5日にマイソール側の主要拠点バンガロールの城門に到着した。
これに対し、ティプー・スルターンはバンガロール城を強化して守備隊を強化したが、コーンウォリスが包囲をはじめたとき、自身は主力の軍勢とともにあり、城内の彼らと連絡と取るにとどまった。結局、城は彼の援助なくして戦わなければならず、3月21日に落城した。
コーンウォリスがバンガロール奪取に力を入れたのは、この地をシュリーランガパトナ進撃への拠点にするためであり、同盟軍を刺激するためでもあった。一方、ティプー・スルターンに与えた衝撃も大きかった。
その後、コーンウォリスは補給のキャラヴァンに会うため、そしてニザームの軍勢と合流するために北へと向けた。そして、4月12日にバンガロールからおよそ80マイル（130km）の地点で、テージ・ウント率いるニザーム王国の軍勢と合流した。一方、ハリ・パントはカルヌールに達したのちニザームと協議している間、コーンウォリスがバンガロールを攻略してシュリーランガパトナに向かっていることを知り、イギリス軍に合流するためにカルヌールを離れた。
この間、イギリス軍はシュリーランガパトナを包囲する前にバンガロール周辺の地を少しでも多く獲得しようとした。5月15日にコーンウォリスはカーヴェーリ川を渡河しようとした際、ティプー・スルターンの襲撃を受け、アラケーレーで戦った（アラケーレーの戦い）。結局、マイソール軍はイギリス軍に敗れ、ティプー・スルターンはシュリーランガパトナまで退却せざるを得なかった。

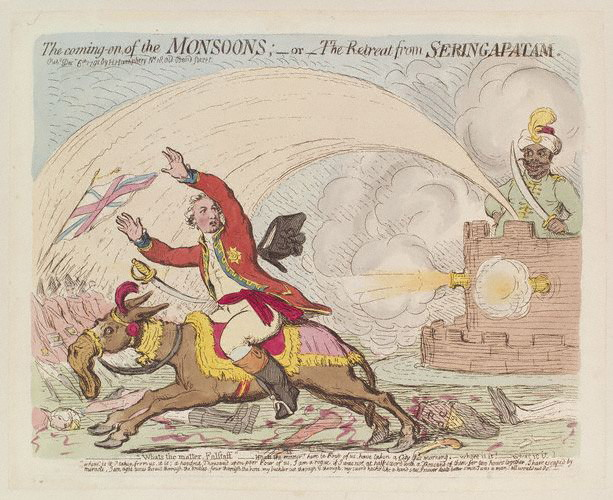
コーンウォリスのシュリーランガパトナ退却（ジェームズ・ギルレイによる政治風刺画）

かくして、マイソール王国の首都、カーヴェーリ川の中にあるシュリーランガパトナまで至ったイギリス軍であるが、ここで問題が生じた。シュリーランガパトナがまず非常に難攻不落であったこと、マラーター軍が近くにいなかったこと、マラバールからやってきて合流したアバークロンビー率いるイギリス軍が非常に飢えていたこともあり、包囲ができるのかが疑問となった。また、包囲にあたり、コーンウォリスと前線にいたメドウズは連絡と補給が分断されるのではないかと心配になり始めた。
結局、攻城砲兵にまで損害が出始めたので、シュリーランガパトナの包囲ができるのかコーンウォリスは悩んだ末、同月25日に包囲を断念した。包囲は用意周到な準備が出来てからにすることにして、バンガロールへと引き返した。その3日後、同月28日にハリ・パントに率いられたマラーター軍がイギリス軍と合流した。

### シュリーランガパトナ撤退後の動向

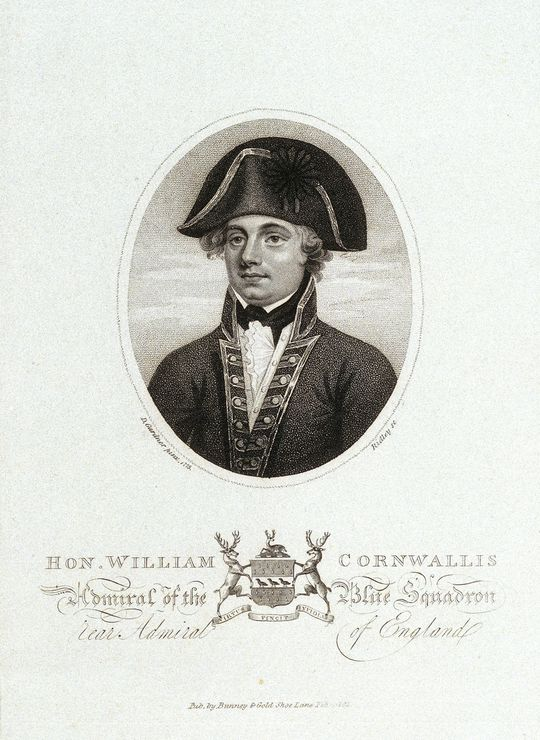
ウィリアム・コーンウォリス

コーンウォリスは軍勢とともにバンガロールへと引き返したため、マイソール軍はイギリス軍をコインバトール地方から一掃をしようとした。6月11日にマイソール軍がコインバトールを包囲した際、コーンウォリスの撤退命令にもかかわらず、チャーマーズ中尉はこれを無視して戦い（コインバトール包囲戦）、11月6日まで持ちこたえた。
シュリーランガパトナからイギリス軍が撤退したのち、マラーター王国のパラシュラーム・バーウとニザーム王国のテージ・ウントはマイソール王国の領土北部を手に入れていたため、同盟軍から離脱していた。
離脱後、パラシュラーム・バーウはマイソール王国の領土であるビダヌール地方を狙い、イギリスの協力もあって、ホーリー・オノレとシモガを獲得していた（ホーリー・オノレ占領、シモガの戦い）。だが、ティプー・スルターンがビダヌールに進撃してきたため、彼は同盟軍に残り続ける結果となった。
一方、チャールズ・コーンウォリスの弟ウィリアム・コーンウォリスはマドラスの補給ラインを確保するため、タラッセリーの海岸でフランス軍と戦った（タラッセリーの戦い）。その後、彼はマイソール王国との戦いに従事し、11月にナンディドゥルガを（ナンディドゥルガ包囲）、12月にサヴァンドゥルガを（サヴァンドゥルガ包囲戦）でそれぞれ素早く落とした。彼は莫大な物資の供給を十分に調達させ、自身のイギリス軍と同盟国の支払いを払うよう指示したうえで、マイソール軍にスパイを放ち、戦力と士気を密告させた。
一方、兄のコーンウォリスは同盟国との関係に苦慮していた。
マラーター軍のパラシュラーム・バーウとハリ・パントを軍に離脱させないようにするため、ときには彼ら2人に賄賂を贈らなければならなかった。ニザーム軍に関しても同様であった。

### シュリーランガパトナの包囲と降伏

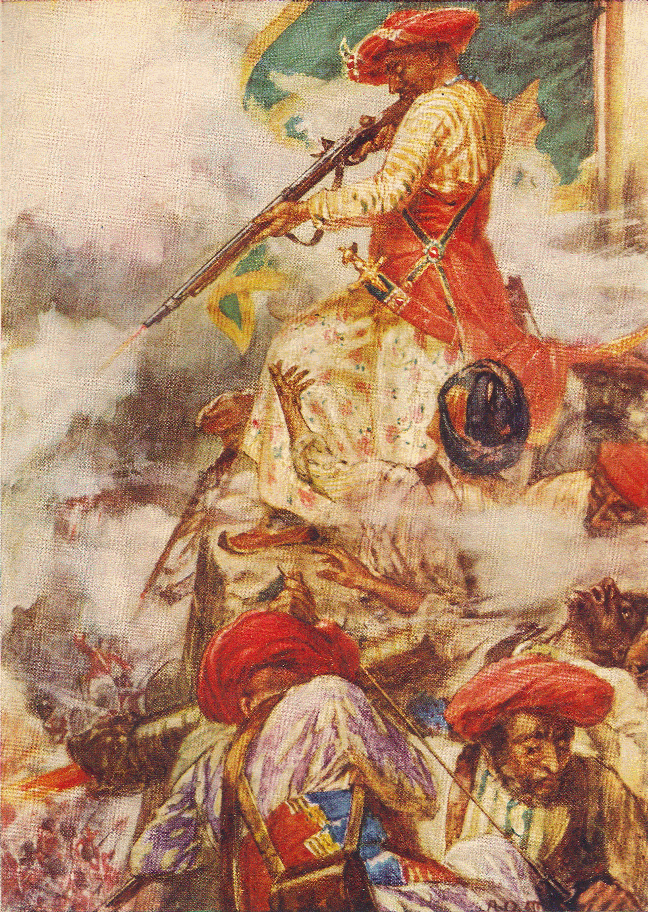
シュリーランガパトナ攻防戦で戦うティプー・スルターン

1792年1月25日、コーンウォリスはイギリス軍2万2000とニザーム軍1万8000を率いて、サヴァンドゥルガからシュリーランガパトナに向けて進撃し、アバークロンビーはマラバール海岸から同地に向かった。
マイソール側はイギリス軍をシュリーランガパトナに近づけぬよう、その行列を妨害し続けたが、進軍を止めることはできなかった。このため、コーンウォリスはバンガロールからの供給を保つため、一連の前哨地を建設しなければならなかった。
2月5日、イギリスおよび同盟軍がシュリーランガパトナの平野前に到着すると、ティプー・スルターンはロケットをシャワーのように浴びせて攻撃した。これはマイソール軍の得意攻撃であった。
その夜、コーンウォリスはこれに対応するため、彼の陣地からマイソール軍に夜襲を仕掛け、幾分混戦が続いたものの、翌6日までにマイソール軍はシュリーランガパトナへと撤退した。同盟軍は包囲網を形成し、シュリーランガパトナを包囲した（シュリーランガパトナ包囲）。
同月12日、アバークロンビーがボンベイ軍とともに到着し、シュリーランガパトナの包囲がきつくなると、ティプー・スルターンはさすがに講和を申し出た。
同月23日、ティプー・スルターンとコーンウォリスは和平交渉を行い、翌24日に和平がマイソール王国とイギリスとの間で結ばれることとなった。

## 戦争の終結とシュリーランガパトナ条約の締結

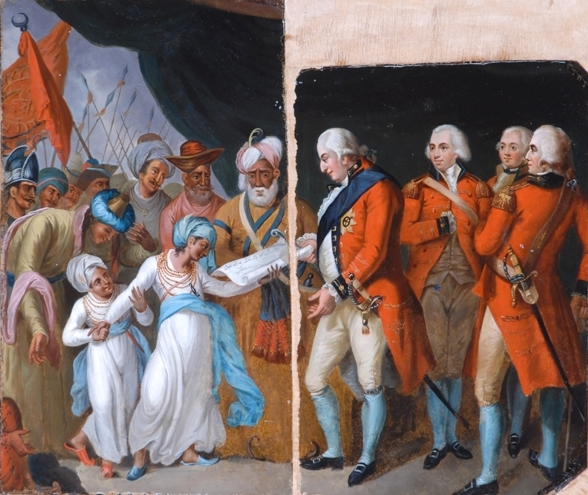
引き渡される2人の息子とコーンウォーリス

同年3月18日、マイソール王国とイギリスおよびその連合軍であるマラーター王国とニザーム王国との間に、和平条約であるシュリーランガパトナ条約が締結された。とはいえ、この条約はマイソール側にとっては非常に厳しいものであった。
まず、ティプー・スルターンは和平を結ぶにあたり降伏を認めなければならず、マイソール王国はイギリス、マラーター王国、ニザーム王国の三者に対し、実にその領土の半分（あるいはそれ以上）を割譲しなければならなかった。無論、これらの捕虜は全員解放しなければならなかった。
次に、マイソール王国はイギリスおよび同盟勢力に対し、多額の賠償金を支払わなければならなかった。その額は実に3000万ルピーにも及ぶ高額の賠償金であった。
最後に、ティプー・スルターンは高額の賠償金の支払いを保証するため、愛する二人の息子をイギリスに差し出さなければならなかった。彼は息子らが人質として差し出される際、悲痛な気持ちで見送ったのだという。